# Купање у античком свету
Купање у  античком свету, као једна од основних човекових потреба била је повезана не само са хигијеном, већ и са спортом, културом и хедонизмом живљења али и култним радњама. Већина римских градова је имала бар једно купатило, као грађевину, које су биле центар јавног живота. Богатији Римљани су купатила обично посећивали сваког дана, док су сиромашнији то чинили једном недељно. Римским купатилима која су грађена посебно за мушкарце, а посебно за жене.
Сам ритуал купања код Римљана укључивао је, поред купања у правом смислу те речи, вежбе и масажу, а за сам процес купања било је потребно издвојити доста времена, купање је временом постало и друштвени догађај, а купатила омиљена места за састанке пријатеља и клијената.
Антички извори бележе да је за коришћење купатила у царско доба цена боравка износила један квадранс (quadrans, quadrantaria), док је у Диоклецијановом Едикту о ценама назначено да је највиши износ за купатило могао да буде два квадранса. У појединим случајевима ценовници купања за мушкарце и жене су се разликовали, за жене је купање у јавном купатилу било нешто скупље.

## Историја култног купања
Још у бронзанодопским културама Старог Истока, Египта и Егеје, ритуално купање је имало веома важну улогу. Церемоније култног прања одвијале су се у близини храмова, култних места, палата, код светих извора или вештачки направљених базена.

У Старом Завету на више места се препоручује ритуалног купања и чишћења. У Другој Мојсијевој књизи бележи се следећи пропис:
Још рече Господ Мојсију говорећи: 18. Начини и умиваоницу од мједи и подножје јој од мједи за умивање; и метни  је између шатора од састанка и олтара, и налиј у њу воде,19. Да из ње пере Арон и синови његови руке своје и ноге своје.20. Кад иду у шатор од састанака, нека се умивају водом, да не изгину, или кад приступају к олтару да служе и да пале жртву огњену Господу.21. Тада нека перу руке своје и ноге своје да не изгину. То нека им буде уредба вјечна Арону и сјемену његову од кољена до кољена.
У јудаизму више од 3000 година купање има изражен ритуални карактер и спрооводило се у обредном купатилу (микве), које је један од обавезних објеката који су Јевреји градили унутар својих заједница. Јер у јудаизму нема религиозног живота без обредног купатила. Микве је по јеврејским прописима обавезно, и заједница која нема сопствено обредно купатило (микве) нема ни статус заједнице. Обредно купатило није било намењен одржавању хигијене већ обредној чистоћи, ритуалном прочишћењу – промени духовног статуса, укључујући и „поништавање” и ново рађање.
И у Хомеровим еповима „Илијада“ и „Одисеја“ често се помиње купање у топлој води, као одлика угодног живота, и неке врсте кулра резервисаног за јунаке након битке или дугог путовања..
У делима античких писаца и епиграфској грађи, која броји неколико стотина различитих натписа, налазе се бројни подаци о различитим аспектима купања у римско доба (Fagan (2005), стр. 225 sqq). Археолошким истраживањима откривено је преко хиљаду римских купатила широм Римског царства, а у римским провинцијама на тлу данашње Републике Србије, регистровано је и истражено око четрдесетак римских купатила, док је број епиграфских сведочанстава о купатилима веома редак.

## Купатила у античком свету
Под утицајем грчке културе, купатила су уводена и у римском свету, а ширењем Римског царства она су постала саставни део културе живљења на многим просторима где су владали Римљани. У освојеним градовима и новонасталим колонијама купатила су међу првим грађевинама које се подижу.
Купатила су у античком свету била су повезана са одржавањем чистоће, чувањем здравља, одмором, спортом, пливањем и дружењем, а купатила из тог периода углавном су се састојала од две просторије - једне за пресвлачење и друге за купање.
Купатила су брзо постала део друштвеног живота становника у урбаним срединама и на имањима богатих власника. У 1. веку у Риму је постојало 200 малих приватних купатила, док је према два пописа, из времена Констанција II (334—357) (Notitia Urbis regionum) и друге половине 4. века (357—403) (Curiosum Urbis Romae regionum) забележено постојање 856 приватних купатила и 10—11 великих и луксузних терми. У прегледном каталогу 387 купатила (thermae  и balnea) из свих делова Римског царства, балнеумима припада само 59 грађевина (15,24%), односно из доба раног Царства 28 (7,24%) и периода 4. — 6. века 31 (8%).
Највећи број балнеума регистрован је на територији провинција Ахаје, Македоније и Египта, док су у Малој Азији, због постојања већег броја терми, она релативно малобројна.
Становници су се често купали, углавном у поподне након посла, а пре вечере. Купатила су, нарочито од краја 1. века, била средишта културе,где су људи проводили доста времена и где су могли да, осим у купању и спорту, уживају у литератури, уметности и музици.
Када је хришћанство  уведено као званична државна религија, свештеници у античком периоду нису забрањивали одласке у купатила и купање. Напротив, и сами су се купали, док аскетизам није играо већу улогу. Црква је почела да пропагира и осећа да је купање неморално и промискуитетно, јер представљалу уживање у нечистим страстима, тек у средњем веку.
Римска купатила, приватног или јавног карактера, била су отворена и за јавност.
Коришћење бањске термоминералне воде
Римска цивилизација која је изузетно поштовала и неговала култ воде обилато је користила за купање и благодети топлих и лековитих бањских вода. На примеру терми које су саградили и користили становници Медијане, кориђћена је лековита бањску вода са термалних извора Нишке Бање.
Терме (купатило) које су на Медијани биле у саставу виле са перистилом налазиле су се на западној страни сале за аудијенције.
Чинио их је низ међусобно повезаних просторија различите намене, а најзначајније су биле:
- свлачионица (лат. apodyterium),
- вежбаоница (лат. palestra),
- топло купатило (лат. саldarium),
- хладно купатило (лат. frigidarium)
- просторија за знојење (лат. sudatorium),
- ложиште (лат. praefurnium), које је било смештено поред просторије за знојење.

Топао ваздух из ложишта струјао је између стубића хипокауста и загревао под испод када и просторију за знојење. Терме су биле мањих димензија и вероватно су служиле само власницима виле, који су у њих улазили директно из својих одаја.

## Купање као редовна активност
Сам ритуал купања код Римљана укључивао је, поред купања у правом смислу те речи, вежбе и масажу. За овај процес било је потребно издвојити доста времена, па је тако купање временом постало и друштвени догађај, а купатила омиљена места за састанке пријатеља и клијената.
Корисник купатила је, ступајући у купатило, најпре скидао одећу у свлачионици, мазао се уљима а потом вежбао, углавном кроз игре лоптом. Када би се добро презнојио, на располагању су му били базени са топлом водом.
Уобичајено је да су купачи најпре користили каде и базене са топлом (млаком) водом. Да би након адаптације одлазили у базене са врућом водом, поново се враћали у топле, да би на крају ишли у базене са хладном водом.
Претерано излагање хладној води, нарочито код особа које су опслуживале купатила, могло је да доведе до егзостозе на спољашњем ушном каналу, како је забележено код неколико становника античког Сирмијума и Наисуса.
У просторијама са топлим базенима купачи су често скидали зној, уља и прљавштину помоћу стригила. Након читавог ритуала би се сушили, облачили и одлазили својим кућама.
Зависно од величине и уређења купатила, у зградама су могле да постоје и посебне просторије за сауну, као и дворишта и затворени простори са великим базенима, у којима су Римљани проводили велики број сати.